# Europese kampioenschappen schoonspringen 2012
Het schoonspringen tijdens de Europese kampioenschappen zwemsporten 2012 vond plaats van 15 tot en met 20 mei 2012 in het springbad van het Pieter van den Hoogenband Zwemstadion in Eindhoven, Nederland.

## Wedstrijdschema
Hieronder het geplande tijdschema van de wedstrijd, alle aangegeven tijdstippen zijn Midden-Europese Tijd.
| Datum  | Tijd                    | Onderdeel                                                                                       |
| ------ | ----------------------- | ----------------------------------------------------------------------------------------------- |
| 15 mei | 19:30                   | Landenwedstrijd                                                                                 |
| 16 mei | 11:00 14:00 17:30 19:30 | V 1m plank mannen V 10m toren vrouwen F 1m plank mannen F 10m toren vrouwen                     |
| 17 mei | 11:00 14:00 17:30 19:30 | V 3m plank mannen V 10m toren synchroon vrouwen F 3m plank mannen F 10m toren synchroon vrouwen |
| 18 mei | 11:00 14:00 17:30 19:30 | V 1m plank vrouwen V 3m plank synchroon mannen F 1m plank vrouwen F 3m plank synchroon mannen   |
| 19 mei | 11:00 14:00 17:30 19:30 | V 3m plank vrouwen V 10m toren synchroon mannen F 3m plank vrouwen F 10m toren synchroon mannen |
| 20 mei | 11:00 14:00 17:30 19:30 | V 3m plank synchroon vrouwen V 10m toren mannen F 3m plank synchroon vrouwen F 10m toren mannen |

## Resultaten

### 1m plank
| Mannen | Mannen             | Mannen | Mannen |
| #      | Naam               | Land   | Score  |
| ------ | ------------------ | ------ | ------ |
| Goud   | Illja Kvasja       | UKR    | 430,50 |
| Zilver | Jevgeni Koeznetsov | RUS    | 412,65 |
| Brons  | Matthieu Rosset    | FRA    | 403,95 |
| 4      | Javier Illana      | ESP    | 395,30 |
| 5      | Pavlo Rozenberg    | GER    | 382,45 |
| 6      | Joeri Koenakov     | RUS    | 379,20 |
| 7      | Oleksij Prygorov   | UKR    | 368,85 |
| 8      | Andrzej Rzeszutek  | POL    | 357,05 |
| 9      | Giovanni Tocci     | ITA    | 334,50 |
| 10     | Joegeni Karaljoe   | BLR    | 308,85 |
| 11     | Oliver Homuth      | GER    | 303,75 |
| 12     | Yorick de Bruijn   | NED    | 295,00 |

| Vrouwen | Vrouwen               | Vrouwen | Vrouwen |
| #       | Naam                  | Land    | Score   |
| ------- | --------------------- | ------- | ------- |
| Goud    | Anna Lindberg         | SWE     | 301,35  |
| Zilver  | Tania Cagnotto        | ITA     | 281,30  |
| Brons   | Nadezda Bazjina       | RUS     | 275,15  |
| 4       | Uschi Freitag         | GER     | 269,95  |
| 5       | Anastasia Pozdnjakova | RUS     | 259,45  |
| 6       | Katja Dieckow         | GER     | 254,70  |
| 7       | Francesca Dallape     | ITA     | 251,50  |
| 8       | Inge Jansen           | NED     | 247,45  |
| 9       | Marion Farissier      | FRA     | 242,75  |
| 10      | Rhea Gayle            | GBR     | 242,70  |
| 11      | Alicia Blagg          | GBR     | 235,05  |
| 12      | Anna Pysmenska        | UKR     | 229,95  |

### 3m plank
| Mannen | Mannen              | Mannen | Mannen |
| #      | Naam                | Land   | Score  |
| ------ | ------------------- | ------ | ------ |
| Goud   | Mathieu Rosset      | FRA    | 504,00 |
| Zilver | Patrick Hausding    | GER    | 502,75 |
| Brons  | Ilja Zacharov       | RUS    | 493,80 |
| 4      | Jevgeni Koeznetsov  | RUS    | 492,45 |
| 5      | Illja Kvasja        | UKR    | 486,50 |
| 6      | Jack Laugher        | GBR    | 475,75 |
| 7      | Sascha Klein        | GER    | 439,95 |
| 8      | Christopher Mears   | GBR    | 417,45 |
| 9      | Javier Illana       | ESP    | 412,95 |
| 10     | Stefanos Paparounas | GRE    | 408,55 |
| 11     | Yorick de Bruijn    | NED    | 389,10 |
| 12     | Damien Cely         | FRA    | 388,10 |

| Vrouwen | Vrouwen               | Vrouwen | Vrouwen |
| #       | Naam                  | Land    | Score   |
| ------- | --------------------- | ------- | ------- |
| Goud    | Anna Lindberg         | SWE     | 342,75  |
| Zilver  | Uschi Freitag         | GER     | 321,40  |
| Brons   | Olena Fedorova        | UKR     | 315,00  |
| 4       | Tania Cagnotto        | ITA     | 307,65  |
| 5       | Anastasia Pozdnjakova | RUS     | 304,25  |
| 6       | Nora Subschinskiy     | GER     | 298,20  |
| 7       | Rebecca Gallantree    | GBR     | 286,40  |
| 8       | Francesca Dallape     | ITA     | 281,20  |
| 9       | Hanna Starling        | GBR     | 280,70  |
| 10      | Nora Barta            | HUN     | 268,45  |
| 11      | Inge Jansen           | NED     | 263,55  |
| 12      | Marion Farissier      | FRA     | 259,70  |

### 10m toren
| Mannen | Mannen               | Mannen | Mannen |
| #      | Naam                 | Land   | Score  |
| ------ | -------------------- | ------ | ------ |
| Goud   | Tom Daley            | GBR    | 565,05 |
| Zilver | Viktor Minibajev     | RUS    | 515,40 |
| Brons  | Gleb Galperin        | RUS    | 511,55 |
| 4      | Oleksandr Bondar     | UKR    | 511,20 |
| 5      | Anton Zacharov       | UKR    | 483,90 |
| 6      | Andrea Chiarabini    | ITA    | 433,90 |
| 7      | Christofer Eskilsson | SWE    | 417,75 |
| 8      | Vadim Kaptoer        | BLR    | 407,15 |
| 9      | Francesco Dell'Uomo  | ITA    | 384,00 |
| 10     | Timofei Hordeitsjik  | BLR    | 379,45 |
| 11     | Jesper Tolvers       | SWE    | 376,45 |
| 12     | Amund Gismervik      | NOR    | 355,40 |

| Vrouwen | Vrouwen              | Vrouwen | Vrouwen |
| #       | Naam                 | Land    | Score   |
| ------- | -------------------- | ------- | ------- |
| Goud    | Joelia Prokoptsjoek  | UKR     | 321,55  |
| Zilver  | Noemi Batki          | ITA     | 315,60  |
| Brons   | Maria Kurjo          | GER     | 312,65  |
| 4       | Nora Subschinskiy    | GER     | 301,70  |
| 5       | Monique Gladding     | GBR     | 300,70  |
| 6       | Audrey Labeau        | FRA     | 300,25  |
| 7       | Natalja Gontsjarova  | RUS     | 293,75  |
| 8       | Stacie Powell        | GBR     | 292,15  |
| 9       | Laura Marino         | FRA     | 275,50  |
| 10      | Joelia Koltoenova    | RUS     | 274,65  |
| 11      | Mara-Elena Aiacoboae | ROU     | 272,70  |
| 12      | Lira Laatunen        | FIN     | 214,00  |

### 3m plank synchroon
| Mannen | Mannen                                    | Mannen | Mannen |
| #      | Naam                                      | Land   | Score  |
| ------ | ----------------------------------------- | ------ | ------ |
| Goud   | Jevgeni Koeznetsov Ilja Zacharov          | RUS    | 445,92 |
| Zilver | Patrick Hausding Stephan Feck             | GER    | 433,68 |
| Brons  | Oleksij Prygorov Illja Kvasja             | UKR    | 432,48 |
| 4      | Damien Cely Mathieu Rosset                | FRA    | 404,43 |
| 5      | Christopher Mears Nicholas Robinson-Baker | GBR    | 390,84 |
| 6      | Andrei Pavloek Joegeni Karaljoe           | BLR    | 356,28 |
| 7      | Nicola Marconi Tommaso Marconi            | ITA    | 329,16 |
| 8      | Ramon de Meijer Yorick de Bruijn          | NED    | 308,79 |

| Vrouwen | Vrouwen                                  | Vrouwen | Vrouwen |
| #       | Naam                                     | Land    | Score   |
| ------- | ---------------------------------------- | ------- | ------- |
| Goud    | Francesca Dallape Tania Cagnotto         | ITA     | 325,50  |
| Zilver  | Anna Pysmenska Olena Fedorova            | UKR     | 302,10  |
| Brons   | Katja Dieckow Uschi Freitag              | GER     | 296,70  |
| 4       | Anastasia Pozdnjakova Svetlana Filippova | RUS     | 295,80  |
| 5       | Alicia Blagg Rebecca Gallantree          | GBR     | 258,90  |
| 6       | Flóra Gondos Zsófia Reisinger            | HUN     | 251,07  |
| 7       | Daniella Nero Julia Lönnegren            | SWE     | 244,86  |
| 8       | Inge Jansen Celine van Duijn             | NED     | 242,22  |

### 10m toren synchroon
| Mannen | Mannen                                  | Mannen | Mannen |
| #      | Naam                                    | Land   | Score  |
| ------ | --------------------------------------- | ------ | ------ |
| Goud   | Sascha Klein Patrick Hausding           | GER    | 463,08 |
| Zilver | Ilja Zacharov Viktor Minibajev          | RUS    | 458,07 |
| Brons  | Oleksandr Bondar Oleksandr Gorsjkovozov | UKR    | 437,79 |
| 4      | Timofei Hordeitsjik Vadim Kaptoer       | BLR    | 394,17 |
| 5      | Jesper Tolver Christofer Eskilsson      | SWE    | 373,14 |
| 6      | Francesco Dell'Uomo Maicol Verzotto     | ITA    | 371,28 |

| Vrouwen | Vrouwen                                 | Vrouwen | Vrouwen |
| #       | Naam                                    | Land    | Score   |
| ------- | --------------------------------------- | ------- | ------- |
| Goud    | Tonia Couch Sarah Barrow                | GBR     | 319,56  |
| Zilver  | Viktoria Potjechina Joelia Prokoptsjoek | UKR     | 310,68  |
| Brons   | Nora Subschinskiy Christin Steuer       | GER     | 303,93  |
| 4       | Audrey Labeau Laura Marino              | FRA     | 290,31  |
| 5       | Joelia Koltoenova Jeketarina Petoehova  | RUS     | 288,54  |
| 6       | Zsófia Reisinger Villő Kormos           | HUN     | 260,16  |

### Landenwedstrijd
| #      | Naam                            | Land | Score  |
| ------ | ------------------------------- | ---- | ------ |
| Goud   | Audrey Labeau Mathieu Rosset    | FRA  | 416,50 |
| Zilver | Olena Fedorova Oleksandr Bondar | UKR  | 387,85 |
| Brons  | Nadezda Bazjina Artem Tsjesakov | RUS  | 384,30 |
| 4      | Nora Subschinskiy Sascha Klein  | GER  | 378,35 |
| 5      | Alena Chamoelkina Vadim Kaptoer | BLR  | 340,30 |
| 6      | Rebecca Gallantree Tom Daley    | GBR  | 327,90 |
| 7      | Noemi Batki Michele Benedetti   | ITA  | 325,85 |
| 8      | Cindy Hertogs Joey van Etten    | NED  | 307,90 |

## Medaillespiegel
| Plaats | Land                | Goud | Zilver | Brons | Totaal |
| 1      | Oekraïne            | 2    | 3      | 3     | 8      |
| 2      | Frankrijk           | 2    | 0      | 1     | 3      |
| 3      | Zweden              | 2    | 0      | 0     | 2      |
| 3      | Verenigd Koninkrijk | 2    | 0      | 0     | 2      |
| 5      | Rusland             | 1    | 3      | 4     | 8      |
| 6      | Duitsland           | 1    | 3      | 3     | 6      |
| 7      | Italië              | 1    | 2      | 0     | 3      |
| Totaal | Totaal              | 11   | 11     | 11    | 33     |